# Liste der Kulturdenkmale in Tautendorf (Thüringen)
Die Liste der Kulturdenkmale in Tautendorf (Thüringen) umfasst die als Einzeldenkmale, Bodendenkmale und Denkmalensembles erfassten Kulturdenkmale auf dem Gebiet der Gemeinde Tautendorf im thüringischen Saale-Holzland-Kreis (Stand: Februar 2020). Die Angaben in der Liste ersetzen nicht die rechtsverbindliche Auskunft der zuständigen Denkmalschutzbehörde.

## Legende
- Bild: zeigt ein Bild des Kulturdenkmals und gegebenenfalls einen Link zu weiteren Fotos des Kulturdenkmals im Medienarchiv Wikimedia Commons
- Bezeichnung: Name, Bezeichnung oder die Art des Kulturdenkmals
- Lage: Wenn vorhanden Straßenname und Hausnummer des Kulturdenkmals; Grundsortierung der Liste erfolgt nach dieser Adresse. Der Link Karte führt zu verschiedenen Kartendarstellungen und nennt die Koordinaten des Kulturdenkmals.
 Kartenansicht, um Koordinaten zu setzen – in dieser Kartenansicht sind Kulturdenkmale ohne Koordinaten mit einem roten bzw. orangen Marker dargestellt und können in der Karte gesetzt werden. Kulturdenkmale ohne Bild sind mit einem blauen bzw. roten Marker gekennzeichnet, Kulturdenkmale mit Bild mit einem grünen bzw. orangen Marker.
- Datierung: gibt das Jahr der Fertigstellung beziehungsweise das Datum der Erstnennung oder den Zeitraum der Errichtung an
- Beschreibung: bauliche und geschichtliche Einzelheiten des Kulturdenkmals, vorzugsweise die Denkmaleigenschaften
- ID: Die ID identifiziert das Kulturdenkmal eindeutig. In Thüringen sind aktuell keine IDs veröffentlicht. In der ID-Spalte kann sich auch folgendes Icon  befinden, dies führt zu Angaben zu diesem Kulturdenkmal bei Wikidata.

## Kulturdenkmale in Tautendorf
| Bild                           | Bezeichnung                                                                               | Lage                                   | Datierung | Beschreibung | ID |
| ------------------------------ | ----------------------------------------------------------------------------------------- | -------------------------------------- | --------- | ------------ | -- |
| BW                             | Tautendorf-Viadukt                                                                        | westlich der Ortslage/km 193,5 (Karte) |           |              |    |
| BW                             | Denkmalensemble Kirchberg mit Kirche, Kirchhof und weiteren Baulichkeiten, Pfarrei        | Dorfstraße 17 (Karte)                  |           |              |    |
| weitere Bilder Fotos hochladen | Evangelische Pfarrkirche mit Ausstattung, Glockenstuhl mit Glocken, Kirchhof, Einfriedung | Dorfstraße (Karte)                     |           |              |    |
| BW                             | Pfarrhof                                                                                  | Dorfstraße 17 (Karte)                  |           |              |    |
| BW                             | Gehöft                                                                                    | Dorfstraße 29 (Karte)                  |           |              |    |
| BW                             | Scheune                                                                                   | Dorfstraße 30 (Karte)                  |           |              |    |